# HD34439
HD34439 є хімічно пекулярною зорею спектрального класу
A й має видиму зоряну величину в смузі V приблизно  9,4.